# Trojaczka
Trojaczka, Trojaki (846 m n.p.m.) lub Trojaki Wierch – mało wybitny szczyt w odległości około 570 m na wschód od Sołowego Wierchu. Ze stoku północno-zachodniego spływa źródłowy ciek Potoku Sołowego, krótki, południowo-wschodni grzbiecik opada w widły potoku Raztoka i jego dopływu – potoku Cerla. Od Trojaczki grzbiet biegnie na północny wschód do odległego o około 400 m i równie mało wybitnego wzniesienia Kiczorki, na którym ostro skręca na północny zachód. Szczyt znajduje się w Polsce, w odległości 300 m od granicy polsko-słowackiej i jego grzbietem biegnie granica między wsiami Jaworzynka i Istebna w województwie śląskim, w powiecie cieszyńskim.
W regionalizacji fizycznogeograficznej Polski według Jerzego Kondrackiego Trojaczka (Trojaki) znajduje się w Beskidzie Śląskim, w nowej regionalizacji na Międzygórzu Jabłonkowsko-Koniakowskim, w głównym grzbiecie wododziałowym Karpat Zachodnich.
W przewodnikach turystycznych miejsce to nie jest opisywane jako szczyt, lecz pod nazwą Trojaki jako miejsce, gdzie dawniej zbiegały się trzy granice (stąd nazwa) i stykały terytoria trzech organizmów państwowych: Rzeczypospolitej (później Galicji), księstwa cieszyńskiego (później austriackiego Śląska) i Węgier. Obecnie. Obecnie wśród gęstych świerków ostał się jeszcze ukryty w ziemi słupek z datą 1913. Obecnie przez Trojaczkę biegnie granica polsko- słowacka, ale nie przez szczyt, lecz jej południowo-zachodnim stokiem na wysokości 824 m.